# James Newcome

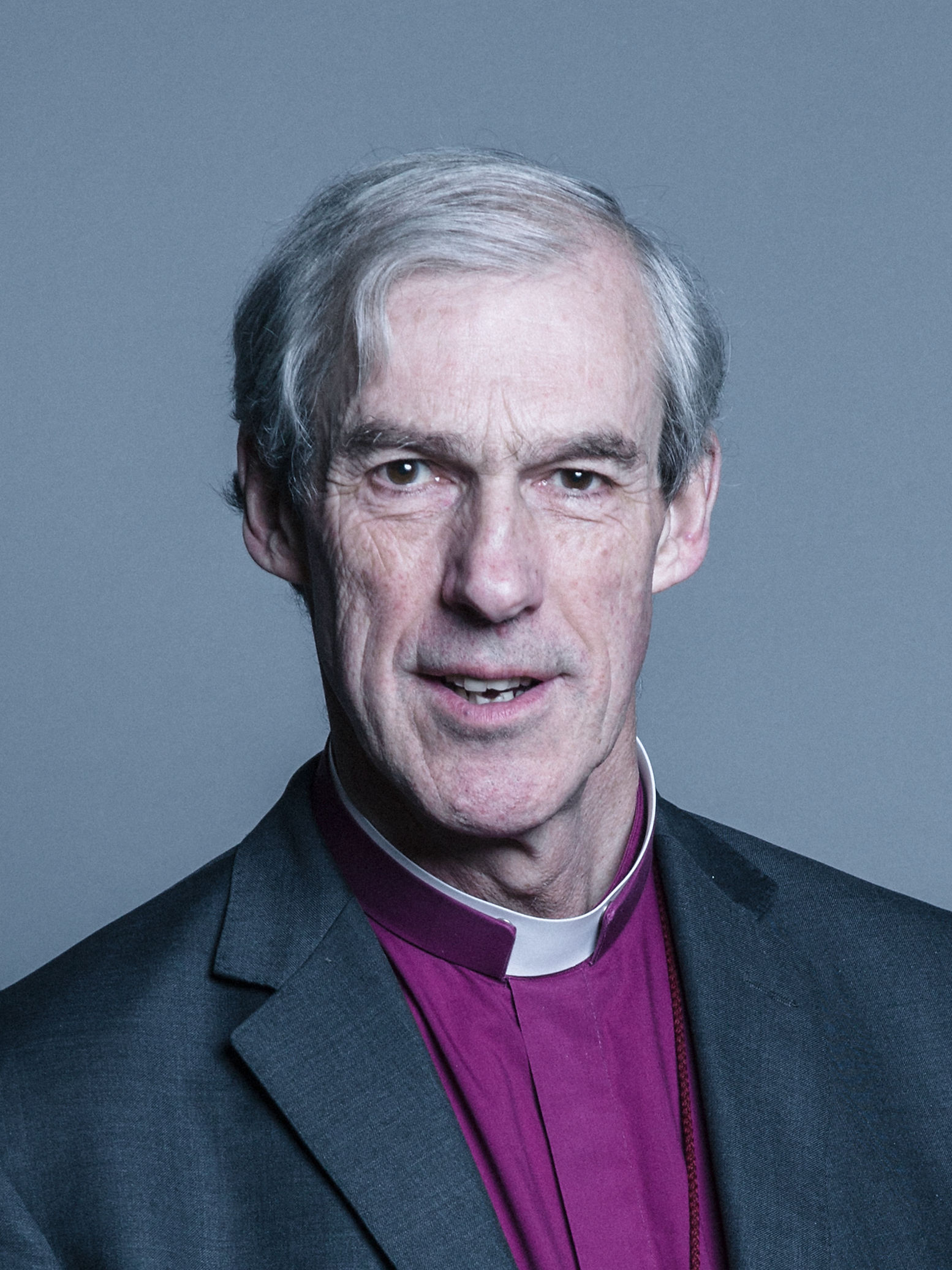
James Newcome

James William Scobie Newcome (* 24. Juli 1953 in Aldershot) ist ein britischer anglikanischer Theologe. Er war von 2009 bis zu seinem Ruhestand 2023 Bischof von Carlisle in der Church of England.

## Ausbildung
Newcomes Vater war Offizier in der Royal Artillery der Streitkräfte des Vereinigten Königreichs. Newcome verbrachte deshalb einen Teil seiner Kindheit und Jugend in Malta und Deutschland. Er besuchte von 1966 bis 1970 das Marlborough College, eine koedukative Privatschule, in Marlborough in der Grafschaft Wiltshire. Von 1971 bis 1974 studierte er Neuere und Neueste Geschichte (Modern History) am Trinity College der Universität Oxford. Dort erwarb er 1974 einen Master of Arts im Fach Geschichte. Von 1975 bis 1977 studierte er Theologie am Selwyn College der Universität Cambridge. Dort schloss er 1977 mit einem Master of Arts im Fach Theologie ab.

## Kirchliche Laufbahn
Zur Vorbereitung auf das Priesteramt besuchte Newcome 1975–1978 das Ridley Hall College der Universität Cambridge. 1978 wurde er zum Diakon geweiht, 1979 folgte die Weihe zum Priester. Von 1978 bis 1982 war er Hilfsvikar (Assistant Curate) an der Pfarre All Saints, der All Saints Church, in Leavesden in der Diözese von St Albans. Von 1982 bis 1994 war als Pfarrer (Vicar) an der Bar Hill Church in Bar Hill im District South Cambridgeshire und als Pfarrer in Dry Drayton in der Diözese von Ely tätig. In dieser Zeit arbeitete er von 1983 bis 1988 als Tutor und Dozent in den Fächern Pastoraltheologie, Christliche Ethik und Integrative Theologie für die Cambridge Federation of Theological Colleges. Von 1993 bis 1994 war er Landdekan im Dekanat North Stowe. 1994 wurde er Residenzkanoniker (Residentiary Canon) an der Kathedrale von Chester. Gleichzeitig war er von 1994 bis 2000 als Diözesandirektor (Diocesan Director of Ordinands) zuständig für die Ausbildung der Priesteramtskandidaten und der Laiengeistlichen. Von 1996 bis 2002 war er als Diözesandirektor (Diocesan Director of Ministry, Education and Training) für das gesamte Kirchenamt, sowie für die Ausbildung und Fortbildung der Priester in der Diözese zuständig. Von 2000 bis 2002 war er Proktor (Proctor on Convocation) der Generalsynode der Church of England. 2002 wurde er zum Suffraganbischof von Penrith in der Diözese von Carlisle ernannt. Seit 2009 ist Newcome Bischof von Carlisle. Er ist Nachfolger von Graham Dow. Die offizielle Bekanntmachung erfolgte im Mai 2009. Im Oktober 2009 wurde Newcome in der Kathedrale von Carlisle feierlich in sein Amt eingeführt.
Newcome übt mehrere kirchliche Ehrenämter aus. Er ist Vorsitzender des Diocesan Board for Ministry and Training. Er ist Präsident des interkonfessionellen Forums Churches Together in Cumbria. Er ist weiters offizieller Vertreter der Church of England bei der Scottish Episcopal Church. Newcome ist Mitglied der Society for Study of Christian Ethics, die sich mit der Lehre und der wissenschaftlichen Erforschung von christlicher Ethik und Moraltheologie beschäftigt. Er ist Fellow der Royal Society of Arts.
Newcome ist als Sprecher, Redner und Kommentator mehrfach im Rundfunk hervorgetreten. Er verfasste außerdem Bücher, Zeitschriftenaufsätze und Konferenzbeiträge.
Im März 2023 kündigte Newcome an, noch im selben Jahr in den Ruhestand zu gehen. Am 31. August 2023 wurde er mit einem Gottesdienst in den Ruhestand verabschiedet.

## Wirken in der Öffentlichkeit
In kirchenrechtlichen Fragen vertritt Newcome bisher einen eher konservativen Standpunkt. Dies zeigte sich auch in seiner generellen Einstellung zur Frage der Homosexualität. Gleichgeschlechtliche Ehen lehnte Newcome bis jetzt strikt ab. Diese könnten nach seiner Auffassung in der Anglikanischen Kirche keinen Raum haben.
Gegenüber Technik und modernen Technologien ist Newcome positiv eingestellt. Die Technik sei ein Geschenk Gottes, das den Menschen zur sinnvollen Nutzung anvertraut worden sei. Newcome ist ein Anhänger der Kernenergie. Er gehört zu den Unterstützern der Nuklearanlage von Sellafield und befürwortete auch den Bau eines weiteren Nuklearkraftwerks in West Cumbria, da dies auch Arbeitsplätze in der Region schaffen würde. Newcome äußerte die Auffassung, dass die Kernenergie zum „grünen Energiemix“ dazugehöre. Newcomes Einstellungen führte im Vorfeld seiner Inthronisation zu einer Demonstration der Organisation Radiation Free Lakeland. Newcome ist gleichzeitig Anhänger von Windfarmen.
Im September 2007 gehörte Newcome zu den Unterzeichnern einer Erklärung der Church of England, in welcher die Unterzeichner den britischen Minister für Internationale Entwicklungshilfe aufforderten, sich für gerechtere Handelsbestimmungen, faire Wirtschaftsbedingungen und eine stärkere Liberalisierung des Welthandels einzusetzen.

## Mitgliedschaft im House of Lords
Am 3. Oktober 2013 wurde Newcome in seiner Funktion als Bischof von Carlisle nach dem Grundsatz der Anciennität als nächst dienstältester Bischof der Church of England als Geistlicher Lord Mitglied des House of Lords.

## Privates
Newcome ist seit 1977 verheiratet und Vater von vier erwachsenen Kindern. Seine Ehefrau Alison ist Krankenschwester mit Zusatzqualifikation (Health Visitor). Zu seinen Freizeitaktivitäten und Hobbys zählt Newcome sein Interesse für Sport, besonders für Cricket, Kunstgeschichte, Film und Kino und das Lesen von Romanen. Sein persönliches Interesse gilt auch der eigenen körperlichen Fitness, insbesondere dem Bergwandern und Jogging. Newcome ist außerdem ein begeisterter Squash-Spieler.

## Titel
- 1953–1978: James Newcome Esq
- 1978–1994: The Revd James Newcome
- 1994–2002: The Revd Canon James Newcome
- 2002–2013: The Rt Revd James Newcome
- seit 2013: The Rt Revd James Newcome DL